# Tajikistan tại Thế vận hội
Tajikistan lần đầu tham dự Thế vận hội với tư cách một quốc gia độc lập vào năm 1996, và đã gửi các vận động viên (VĐV) đến tất cả các kỳ Thế vận hội Mùa hè kể từ đó.  Quốc gia này cũng tham dự Thế vận hội Mùa đông từ năm 2002. Đến nay, Andrei Drygin là một trong hai người từng đại diện Tajikistan tại Thế vận hội Mùa đông, và là VĐV duy nhất của nước này tại các kỳ năm 2002, 2006, and 2010.
Trước đây, các VĐV Tajikistan thi đấu theo đoàn Liên Xô tại Thế vận hội cho đến 1988, và sau khi Liên Xô tan rã, Tajikistan thành một phần của Đội tuyển Hợp nhất vào năm 1992. Các VĐV sau đến từ Cộng hòa Xã hội chủ nghĩa Xô viết Tajikistan đã giành được huy chương cho Liên Xô: Yuri Lobanov, Zebiniso Rustamova, Nellie Kim và Andrey Abduvaliyev.
Tajikistan giành huy chương Thế vận hội đầu tiên tại Thế vận hội Mùa hè 2008, khi Rasul Boqiev đoạt chiếc huy chương đồng nội dung Judo nam - 73kg. Dilshod Nazarov giành huy chương vàng đầu tiên cho Tajikistan tại Thế vận hội Mùa hè 2016 in môn ném búa.
Ủy ban Olympic quốc gia của Tajikistan được thành lập vào năm 1992 và được công nhận bởi Ủy ban Olympic Quốc tế năm 1993.

## Bảng huy chương
| Thế vận hội         | Số VĐV                                        | Vàng                                          | Bạc                                           | Đồng                                          | Tổng số                                       | Xếp thứ                                       |
| 1900–1912           | như một phần của Đế quốc Nga (RU1)            | như một phần của Đế quốc Nga (RU1)            | như một phần của Đế quốc Nga (RU1)            | như một phần của Đế quốc Nga (RU1)            | như một phần của Đế quốc Nga (RU1)            | như một phần của Đế quốc Nga (RU1)            |
| 1952–1988           | như một phần của Liên Xô (URS)                | như một phần của Liên Xô (URS)                | như một phần của Liên Xô (URS)                | như một phần của Liên Xô (URS)                | như một phần của Liên Xô (URS)                | như một phần của Liên Xô (URS)                |
| Barcelona 1992      | như một phần của Đoàn thể thao hợp nhất (EUN) | như một phần của Đoàn thể thao hợp nhất (EUN) | như một phần của Đoàn thể thao hợp nhất (EUN) | như một phần của Đoàn thể thao hợp nhất (EUN) | như một phần của Đoàn thể thao hợp nhất (EUN) | như một phần của Đoàn thể thao hợp nhất (EUN) |
| Atlanta 1996        | 8                                             | 0                                             | 0                                             | 0                                             | 0                                             | -                                             |
| Sydney 2000         | 4                                             | 0                                             | 0                                             | 0                                             | 0                                             | -                                             |
| Athens 2004         | 9                                             | 0                                             | 0                                             | 0                                             | 0                                             | -                                             |
| Bắc Kinh 2008       | 13                                            | 0                                             | 1                                             | 1                                             | 2                                             | 64                                            |
| Luân Đôn 2012       | 16                                            | 0                                             | 0                                             | 1                                             | 1                                             | 79                                            |
| Rio de Janeiro 2016 | 7                                             | 1                                             | 0                                             | 0                                             | 1                                             | 54                                            |
| Tokyo 2020          | 11                                            | 0                                             | 0                                             | 0                                             | 0                                             | -                                             |
| Paris 2024          | 15                                            | 0                                             | 0                                             | 3                                             | 3                                             | 79                                            |
| Los Angeles 2028    |                                               |                                               |                                               |                                               |                                               |                                               |
| Tổng số             | Tổng số                                       | 1                                             | 1                                             | 5                                             | 7                                             | 104                                           |

| Thế vận hội              | Số VĐV                                        | Vàng                                          | Bạc                                           | Đồng                                          | Tổng số                                       | Xếp thứ                                       |
| 1952–1988                | như một phần của Liên Xô (URS)                | như một phần của Liên Xô (URS)                | như một phần của Liên Xô (URS)                | như một phần của Liên Xô (URS)                | như một phần của Liên Xô (URS)                | như một phần của Liên Xô (URS)                |
| Albertville 1992         | như một phần của Đoàn thể thao hợp nhất (EUN) | như một phần của Đoàn thể thao hợp nhất (EUN) | như một phần của Đoàn thể thao hợp nhất (EUN) | như một phần của Đoàn thể thao hợp nhất (EUN) | như một phần của Đoàn thể thao hợp nhất (EUN) | như một phần của Đoàn thể thao hợp nhất (EUN) |
| Lillehammer 1994         | không tham dự                                 |                                               |                                               |                                               |                                               |                                               |
| Nagano 1998              | không tham dự                                 |                                               |                                               |                                               |                                               |                                               |
| Thành phố Salt Lake 2002 | 1                                             | 0                                             | 0                                             | 0                                             | 0                                             | –                                             |
| Torino 2006              | 1                                             | 0                                             | 0                                             | 0                                             | 0                                             | –                                             |
| Vancouver 2010           | 1                                             | 0                                             | 0                                             | 0                                             | 0                                             | -                                             |
| Sochi 2014               | 1                                             | 0                                             | 0                                             | 0                                             | 0                                             | -                                             |
| Pyeongchang 2018         | không tham dự                                 |                                               |                                               |                                               |                                               |                                               |
| Bắc Kinh 2022            | không tham dự                                 |                                               |                                               |                                               |                                               |                                               |
| Milano–Cortina 2026      | chưa diễn ra                                  | chưa diễn ra                                  | chưa diễn ra                                  | chưa diễn ra                                  | chưa diễn ra                                  | chưa diễn ra                                  |
| Tổng số                  | Tổng số                                       | 0                                             | 0                                             | 0                                             | 0                                             | -                                             |

### Theo môn thi đấu
| Môn                | Vàng | Bạc | Đồng | Tổng số |
| ------------------ | ---- | --- | ---- | ------- |
| Điền kinh          | 1    | 0   | 0    | 1       |
| Đấu vật            | 0    | 1   | 0    | 1       |
| Judo               | 0    | 0   | 3    | 3       |
| Quyền Anh          | 0    | 0   | 2    | 2       |
| Tổng số (4 đơn vị) | 1    | 1   | 5    | 7       |

## VĐV giành huy chương
| Huy chương | Tên VĐV            | Thế vận hội         | Môn       | Nội dung             |
| ---------- | ------------------ | ------------------- | --------- | -------------------- |
| Bạc        | Yusup Abdusalomov  | Bắc Kinh 2008       | Đấu vật   | Tự do nam 84 kg      |
| Đồng       | Rasul Boqiev       | Bắc Kinh 2008       | Judo      | Nam hạng cân 73 kg   |
| Đồng       | Mavzuna Chorieva   | Luân Đôn 2012       | Quyền Anh | Nữ hạng nhẹ          |
| Vàng       | Dilshod Nazarov    | Rio de Janeiro 2016 | Điền kinh | Ném búa (nam)        |
| Đồng       | Somon Makhmadbekov | Paris 2024          | Judo      | Nam hạng cân 81 kg   |
| Đồng       | Temur Rakhimov     | Paris 2024          | Judo      | Nam hạng cân +100 kg |
| Đồng       | Davlat Boltaev     | Paris 2024          | Quyền Anh | Nam hạng cân 92 kg   |